# Rdeči Breg (Lovrenc na Pohorju)
Rdeči Breg is een plaats in Slovenië en maakt deel uit van de gemeente Lovrenc na Pohorju in de NUTS-3-regio Podravska. De plaats telde 235 inwoners op 1 januari 2020.